# Xenandra helius
Espèce
Xenandra helius est une espèce d'insectes lépidoptères appartenant à la famille  des Riodinidae et au genre Xenandra.

## Taxonomie
Xenandra helius a été décrit par Pieter Cramer en 1779 sous le nom de Papilio helius.

### Sous-espèces
- Xenandra helius helius
- Xenandra helius cruentata Stichel, 1909; présent au Pérou[1].

### Nom vernaculaire
Xenandra helius helius se nomme Red-striped Metalmark en anglais

## Description
Xenandra helius helius est un papillon marron aux ailes antérieures barrées d'une très large bande orange qui sépare l'apex marron du reste de l'aile.
Xenandra helius cruentata est noir avec une bande rouge au bord costal des ailes postérieures, peu visible sur le revers car limitée à une couleur rouge des veines.

## Écologie et distribution
Xenandra helius est présent au Costa Rica, en Colombie, en Guyane, en Guyana, au Surinam, au Brésil et  au Pérou,.

### Biotope
Il réside dans la forêt tropicale.